# 99 Dywizja Piechoty Lekkiej (III Rzesza)
99 Dywizja Piechoty Lekkiej (niem. 99. leichte Infanterie-Division) – jedna z niemieckich dywizji piechoty z czasów II wojny światowej. 

## Historia
Dywizja została utworzona 15 listopada 1940 r. i do czerwca 1941 r. przebywała w Bad Kissingen. Wzięła udział w ataku na ZSRR i walczyła w ramach Grupy Armii Południe pod Żytomierzem i Kijowem. Jesienią 1941 r. została wycofana do Niemiec i na poligonie w Grafenwöhr przekształcona w 7 Dywizję Górską.

## Dowódca
- generał Kurt von der Chevallerie, od 10 grudnia 1944,

## Skład
1941
- 206. pułk strzelców
- 218. pułk strzelców
- 82. pułk artylerii

i inne pododdziały dywizyjne